# 国际村 (阿拉万区)
国际村是吉尔吉斯斯坦奥什州阿拉万区下辖的一个村。2007年全村人口为1091人。该村海拔为990米以上，始建于1935年。